# Colossos: Kampf der Giganten
Colossos: Kampf der Giganten (voorheen Colossos) is een houten achtbaan in Heide-Park Soltau in Duitsland.
De achtbaan werd gebouwd door de Zwitserse achtbaanfabrikant Intamin AG. Colossos was tot 28 juni 2016 de snelste houten achtbaan in Europa. Daarna viel die eer te beurt aan Wildfire in Kolmården (Norrköping, Östergötland, Zweden). Midden in het seizoen van 2016 werd Colossos buiten gebruik genomen vanwege een defect. In 2017 werd dit nog niet opgelost, maar in 2018 werd bekend dat de achtbaan in 2019 zou heropenen. Dit gebeurde na een renovatie van 12 miljoen euro, sindsdien staat er ook een 25 meter hoog wezen naast de attractie.

## Panorama-afbeelding

Foto's van Colossos en Colossos: Kampf der Giganten
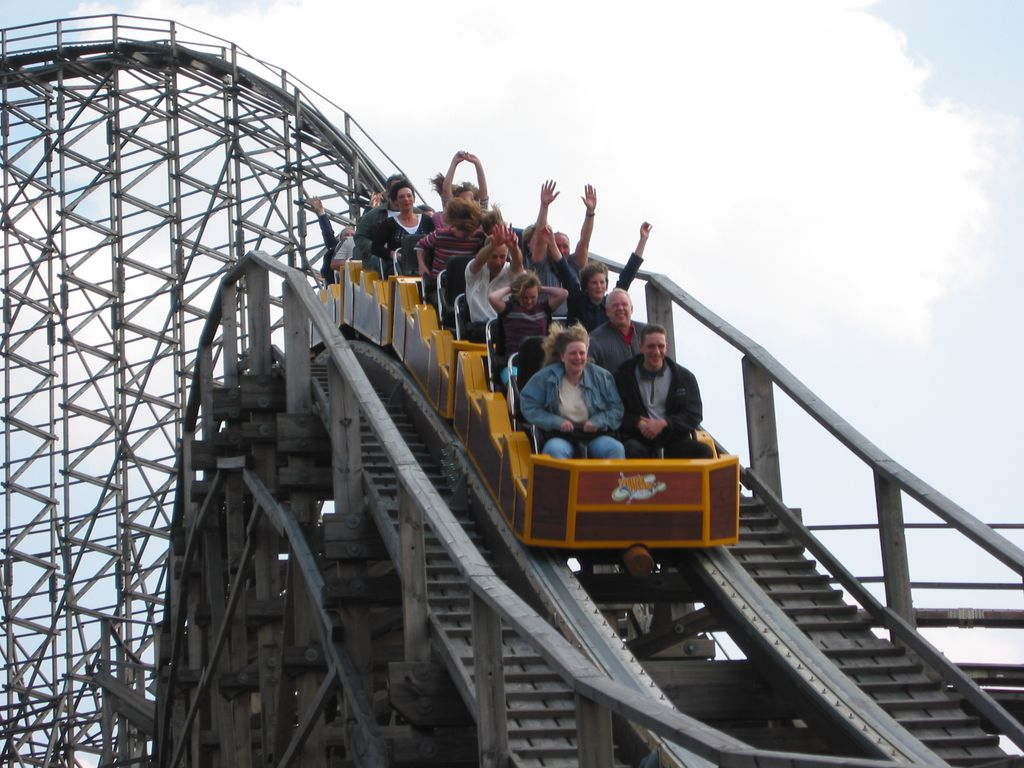
De trein van de oude Colossos
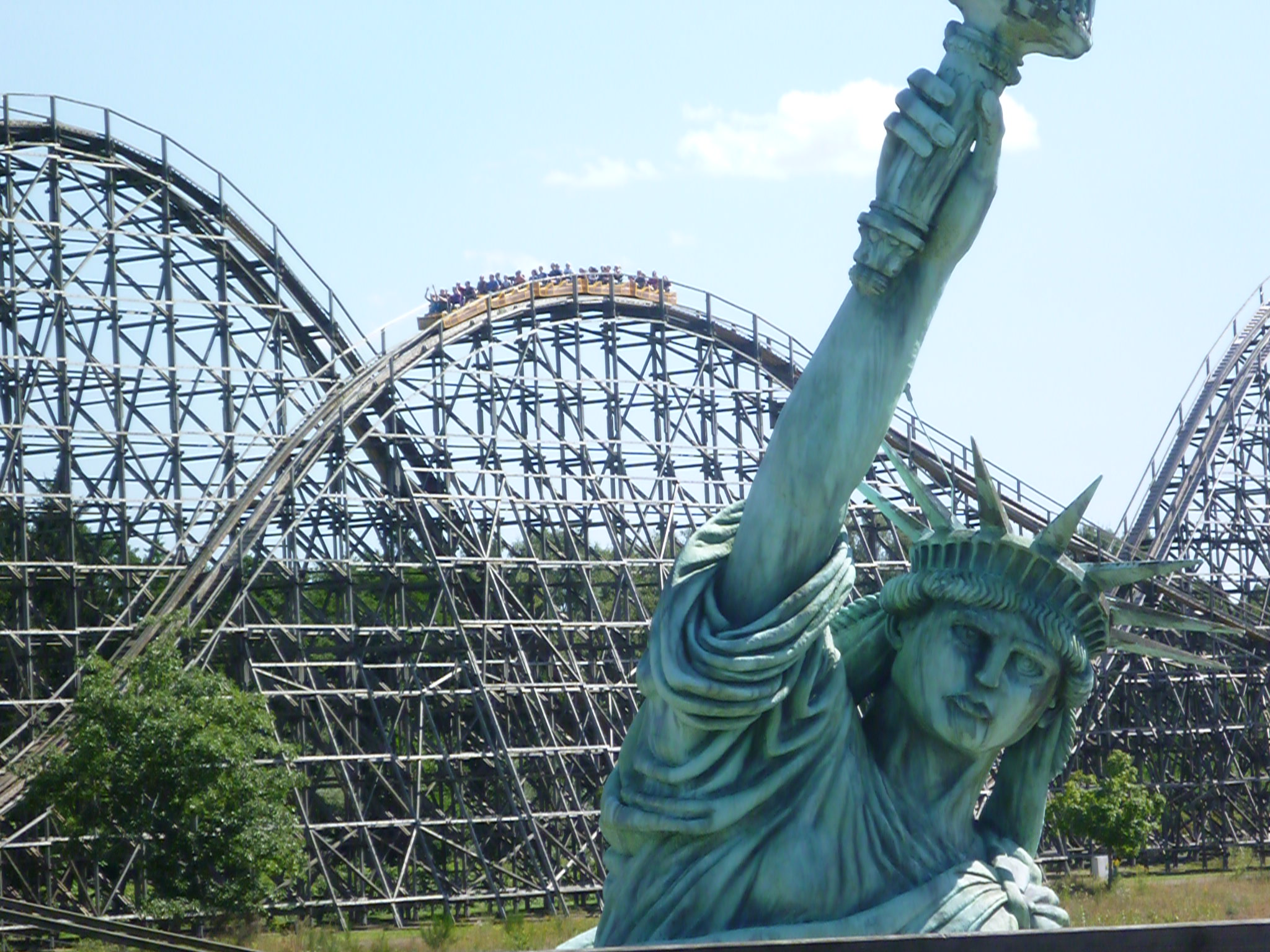
De replica van het Vrijheidsbeeld tussen de oude Colossos
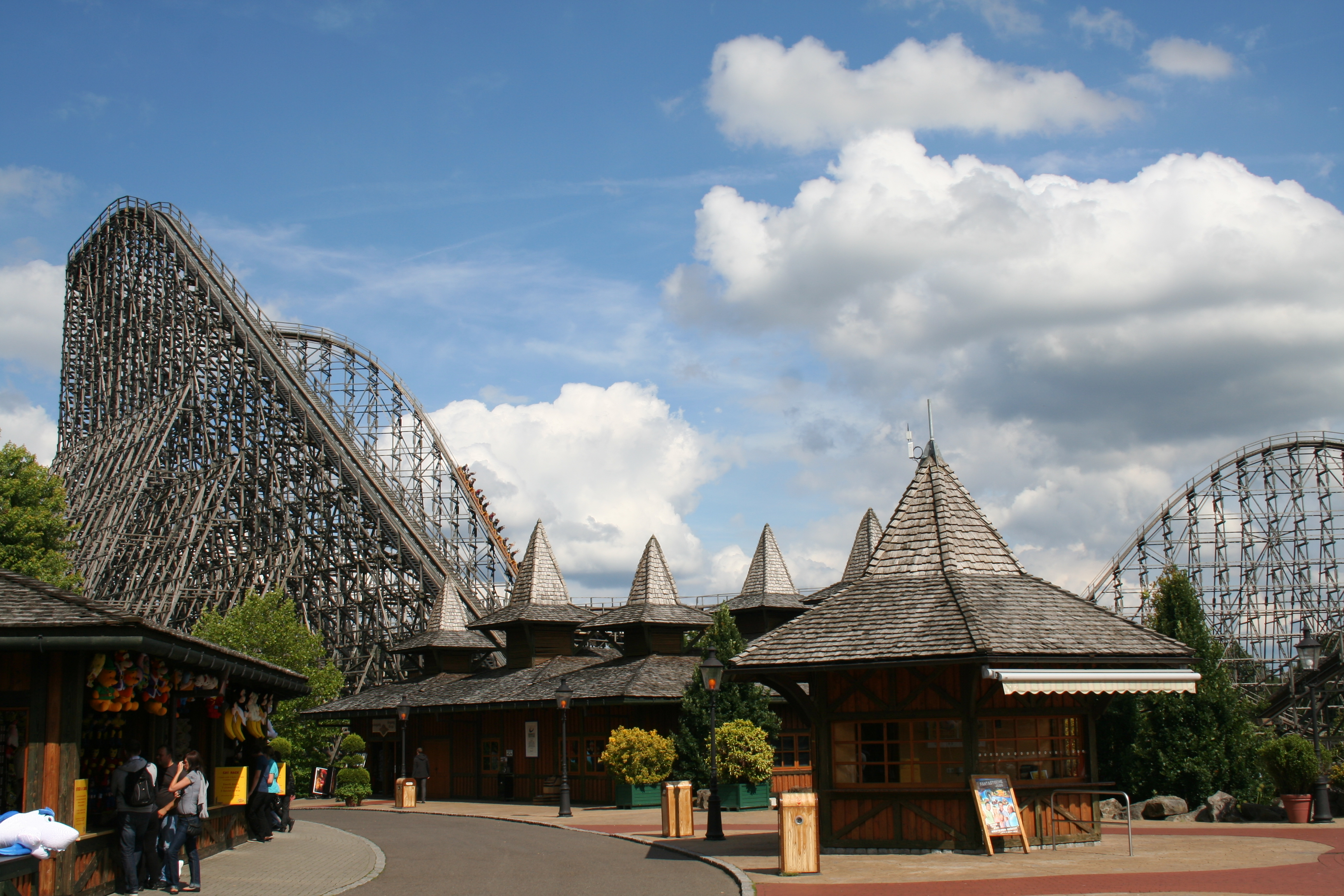
Het station en de souvenirwinkel van de oude Colossos
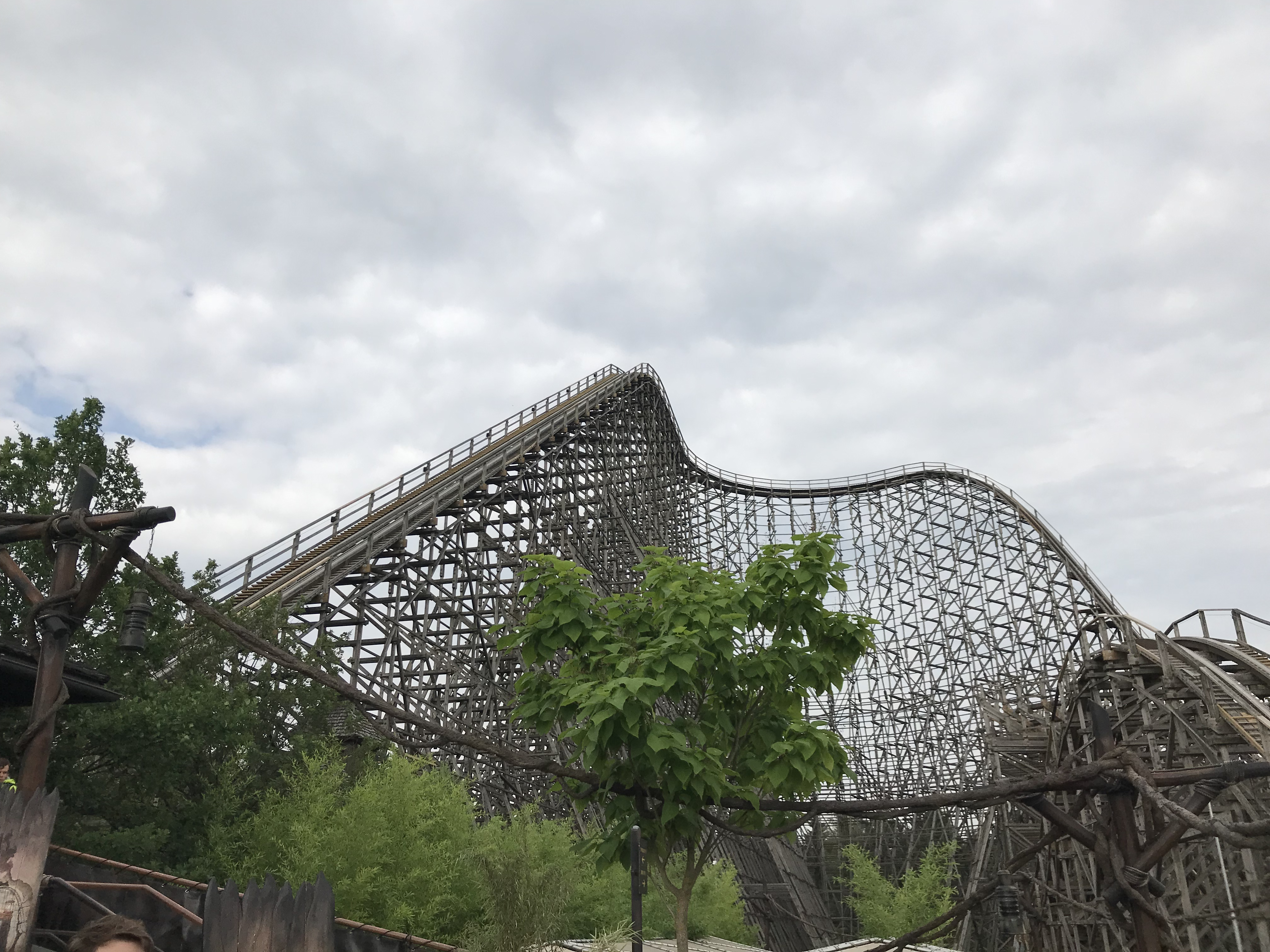
De lifthill van Colossos: Kampf der Giganten